# گلداست

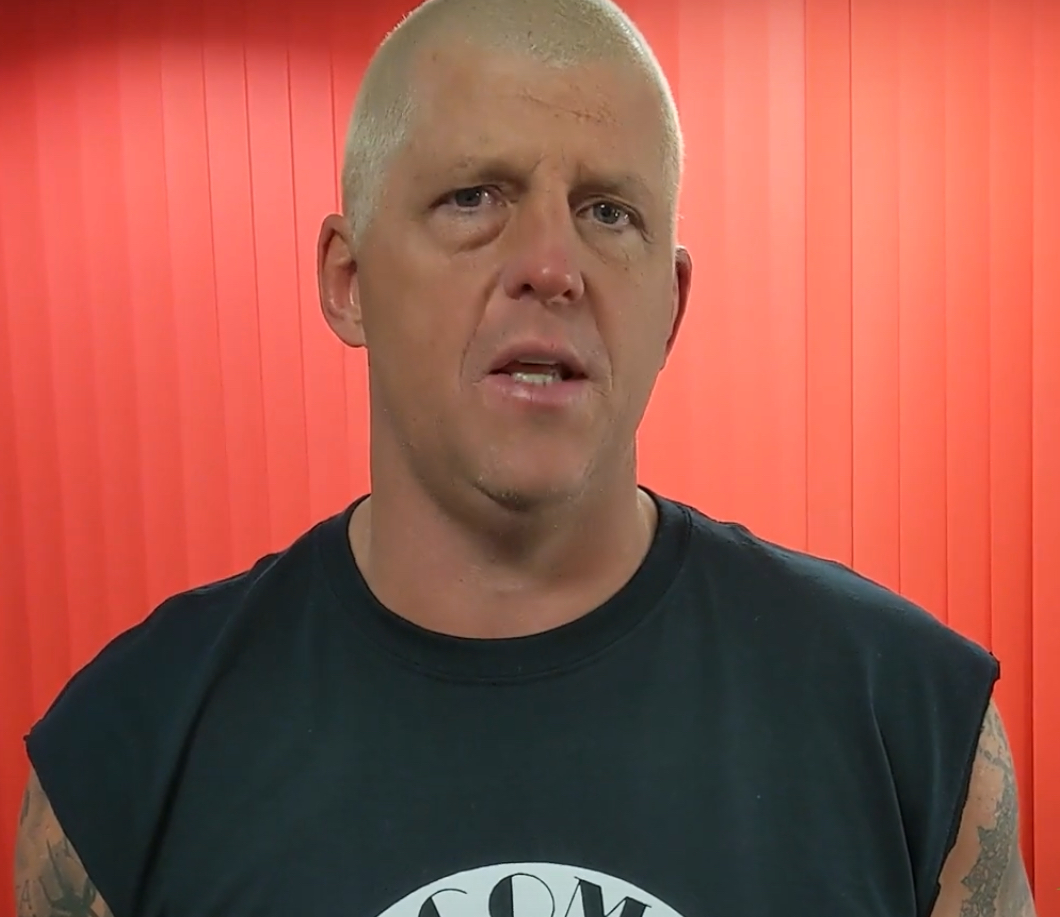
گلداست، سال 2019

داستین پاتریک رانلز به انگلیسی ( Dustin Patrick Runnels) زاده 11 آوریل ,1969 که بیشتر  در رینگ با نام گلداست شناخته می شود یک کشتی گیر حرفه ای آمریکایی است که در حال حاضر در کمپانی آل الیت رسلینگ (AEW) کشتی می گیرد. او بیشتر به عنوان چند دوره در wwe با کاراکتر گلداست شناخته می شود. او پسر هال آف فیم مشهور داستی رودز و بردار نانتی کودی رودز می باشد